# María Félix Torres
María Félix Torres (25 août 1907 - 12 janvier 2001), est une religieuse catholique espagnole, fondatrice des sœurs de la Compagnie du Sauveur, et des Colegios Mater Salvatoris. Elle est reconnue vénérable par l'Église catholique.

## Biographie

### Jeunesse
María Félix Torres naît à Albelda, dans la province de Huesca, le 25 août 1907. Ayant reçu une bonne instruction, elle fréquente les écoles jésuites. À 14 ans, alors qu'elle suit les "Exercices spirituels" de saint Ignace de Loyola, elle se sent appelée par Dieu à lui consacrer sa vie. 
Ses parents s'opposent à son projet de vie religieuse, et la retirent de l'école jésuite. Maria Felix obtient par la suite un diplôme de Sciences Chimiques à l’université de Saragosse.
Décidée à consacrer sa vie à Dieu, elle fait vœu de chasteté et se consacre à catéchiser les jeunes étudiantes de Saragosse. Lors de la guerre civile, Maria Felix cache au péril de sa vie de nombreux prêtres.

### Fondation
Après la guerre, un groupe de jeunes femmes l'entourent et partagent une vie commune au service de l'éducation chrétienne des jeunes. Ainsi naît la Compagnie du Sauveur. Elle est érigée en congrégation religieuse le 2 février 1952 et approuvée de droit pontifical en 1986. 
María Félix Torres fait sa profession religieuse au sein de son Institut. En parallèle, elle fonde les collèges « Mater Salvatoris », afin d'étendre son œuvre éducative et missionnaire à travers le monde. Mère Torres remplit les fonctions de supérieure générale de l'Institut et ne cesse de le développer et l'implanter à travers de nombreux pays. 

### Mère de la Compagnie
Sa spiritualité, inspirée des Exercices spirituels d'Ignace de Loyola, se base sur une totale adhésion au pape et une dévotion particulière pour la Vierge Marie ; elle conçoit sa vie comme une continuelle activité missionnaire. Un accident cardio-vasculaire en 1965 la diminue, mais elle continue ses activités. Elle prend soin de la formation des nouvelles religieuses. Le but : devenir des saintes et rendre saints les autres. 
D'une grande discrétion et ne réclamant aucun privilège, les personnes extérieures ne se doutaient pas qu'elle était la fondatrice.
Jusqu'à 92 ans, elle travailla aux Constitutions de sa congrégation. Elle meurt à Madrid le 12 janvier 2001 et est enterrée dans le cimetière de la Maison de la Compagnie à Mota del Marqués, dans la province de Valladolid.

## Béatification et canonisation
- 24 janvier 2009 : introduction de la cause de béatification et canonisation dans le diocèse de Madrid (enquête diocésaine)
- 16 décembre 2011 : clôture de l'enquête diocésaine et transfert de la cause à Rome pour y être étudiée par la Congrégation pour les causes des saints
- 10 juillet 2020 : décret du pape François lui attribuant le titre de vénérable.